# Laufarija
Laufarija je pustni običaj, ki se dogaja v Cerknem. Začne se prvo nedeljo po novem letu, ko se po drugi maši na ulicah Cerkna prikaže prvi Laufar. Drugo nedeljo prideta dva ali trije in tako vsako nedeljo več in več, vse do Debele nedelje (pustne nedelje). Obred traja do pustnega torka, ko simbolično kaznujejo Pusta. Tako preženejo zimo, da lahko nastopi pomlad.
V laufariji so tako imenovani laufarji - to je skupina pustnih mask, ki šteje 25 članov. Znani so po lesenih maskah, ena maska je iz kože.
Ime laufarji izhaja iz nemške besede "laufen" (tekati) in je nastalo zato, ker eni glavnih likov, ta terjasti, nenehno tekajo naokrog. 

## Zgodovina
Nihče ne ve, kdaj so se te pustne šeme prvič pojavile v Cerknem in od kod so prišle. Po mnenju strokovnjakov izhaja še iz poganskih obredov. Znano je, da se je pustni obred po desetletja starem ustnem izročilu zadnjič odvijal leta 1914, pisnih gradiv o nastanku laufarije ali njenem poreklu ni. Nekaj mesecev pozneje je izbruhnila vojna, ki je od doma pregnala večino mladih fantov, ki so bili včasih edini, ki so se lahko obreda udeležili, še vedno pa so edini, ki ta obred izvajajo. Tako ni bilo več nikogar, ki bi skrbel za pripravo in izvedbo laufarije, pa tudi časi so bili za takšno zabavo preresni. Potem je prišla italijanska zasedba, za njo nova vojna in laufarija je počasi utonila v pozabo.
Po zaslugi cerkljanskega rojaka Petra Breliha so laufarji znova oživeli leta 1956. Čeprav je Brelih prebival v Ljubljani, je začel po drugi svetovni vojni domačine navduševati za stare pustne običaje. Ob pomoči starejših Cerkljanov in etnologa Nika Kureta se mu jih je po nekaj letih posrečilo obuditi, in to kljub temu, da so bile stare maske uničene, novih pa v Cerknem ni znal izdelati nihče. Brelihu je iz zadrege pomagal absolvent šole za umetno obrt v Ljubljani Rado Jelinčič, ki je po opisu domačinov izrezljal prvih enajst larf. Masko lamanta, ki ni iz lesa, ampak iz kozličje kože, je izdelal eden od domačinov, dve pa so si laufarji sposodili v Slovenskem etnografskem muzeju v Ljubljani. Ker so ju morali vrniti, so naslednje leto za pomoč prosili rezbarja samouka Franca Kobala. Ta je poleg obeh manjkajočih larf izdelal tudi vse druge, ki so pozneje postale del laufarske družine.

## Potek laufarije
Šego z dolgo tradicijo, si je mogoče ogledati samo v pustnem času v živo na cerkljanskih ulicah. Vsi laufarji imajo značilna imena: Ta pijan in Ta pijana, Ta star, Ta bršljanov, večinoma nastopajo v parih. Vsi dialogi so v cerkljanskem narečju, ki vsebuje tudi veliko besednih iger.
Glavna ideja Laufarije je, da pred cesarsko kraljevo sodnijo pripeljejo Pusta. Pust je glavni igralec laufarije, obsojen je na smrt. Njegova pustna obleka tehta okoli 100 kilogramov in je narejena iz mahu. Sodnik mu prebere obtožnico - kalamon, v kateri je zapisano vse, kar se je v preteklem letu slabega ali napačnega na Cerkljanskem zgodilo. Pusta spoznajo za krivega in ga obsodijo na smrt. Obsodbo na pustni torek ponovijo in zatem pusta usmrtijo. Ko pust umre, se mora zima posloviti in lahko nastopi pomlad.
Pusta med obtožnico pazijo cerkljanski pustni pazniki - Ta terjasti, Pusta spremlja njegov brat Ta smrekov, ki ima obleko iz smrekovih vejic.

### Od prve nedelje v novem letu do pustnega torka
Kot je bilo že prej omenjeno, od prve nedelje v novem letu se začnejo Laufarji na cerkljanskih ulicah pojavljati eden za drugim. Vedno več se jih pojavi, dokler se na pustno nedeljo v sprevodu vsi Laufarji podajo na glavni trg v Cerknem, kjer Cesarsko kraljeva sodnija Pusta javno obtoži za vse pregrehe, traparije in ostale nesmisle, ki so se zgodile od prejšnjega pusta na Cerkljanskem, ter v bližnji in daljni okolici. Obtožnica (kalamon) se bere v cerkljanskem narečju in je predvsem za domačine glavna tema pred in popustnih pogovorov, kar vse kaže na to, da predvsem vsebina obtožnice ohranja Laufarijo aktualno tudi v današnjem času. Na pustni torek dopoldne Laufarji "u Cigunc" odkopljejo že lansko leto zakopan bot (drvarski bat), popoldne pa se zopet vsi v sprevodu odpravijo na glavni trg, kjer Cesarsko Kraljevi sodnik ponovno prebere obtožnico in ji doda še morebitne grehe iz preteklih dveh dni.
Ko porota Pusta spozna za krivega, sodnik Pusta obsodi na najhujšo kazen in sicer "Na smrt z botam". Usmrtitev Pusta opravi "Ta star" z udarcem "bota" po pustovi glavi. Po usmrtitvi odpeljejo Pusta v eno od cerkljanskih gostiln, kjer leži na parah do polnoči, ko se pustni čas v Cerknem konča. Pepelničnega pogreba Pusta v običaju Laufarije ni. Pač pa v običaj spada predpustno koledovanje po Cerknem in bližnjih vaseh. Že od nekdaj so Laufarji koledovali predvsem šivanke in sukanec za obnovo svojih oblek, vendar pa se kolin ali pa česa močnega nikoli ne branijo. Radodarnemu gospodarju zaželijo dobro letino, zdravja v hiši in v hlevu, predvsem pa "da bi bla repa bolj debela". 
"Laufarska družina" šteje 27 laufarjev. Vsak laufar nosi "larfo" - masko, ki skupaj z obleko - opravo in obnašanjem predstavlja lik, ki lahko simbolizira določene človeške napake ali slabosti, lahko predstavlja določen socialni sloj ali krajevnega posebneža, določeni liki pa segajo daleč v poganske čase in predstavljajo takratna verovanja v današnjo dobo. Larfe so vse razen ene izrezljane iz lipovega lesa. Obleke - oprave posameznih likov so narejene posebej za njih, za tri Laufarje (Pust, ta smrekov in ta bršljanov) se obleka iz svežih rastlin našije vsako leto na novo.

## Seznam igralcev
Liki pogosto nastopajo v parih:
- Pust, glavni igralec
- Ta smrekov, Pustov brat
- Ta terjast, nastopa jih več, so Pustovi pazniki
- Ta pijan in ta pijana
- Ta star in ta stara
- Ta bršljanov
- Gospod in gospa
- Ta bršljanov in marjetica
- Ta ličnat
- Ta loparjev
- Ta kožuhov
- Ta žakljev
- Ta žleht
- Ta koševa
- Ta perjev al ta kurjev
- Ta divji
- Ta slamnat

## Fotografije prireditve
- Ta terjast žuga s prstom publiki
- Laufarski oder
- Laufarji spremljajo Pusta do sodnika